# وزارة الصحة (سوريا)
وزارة الصحة هي الوزارة المسؤولة عن القطاع الصحي في الجمهورية العربية السورية. الهدف العام للوزارة التي تأسست عام 1966 هو تعزيز الصحة العامة للسكان من خلال تحسين المؤشرات الصحية وتحقيق العدالة في توزيع الخدمات الصحية المُقدمَة بالتنسيق مع القطاعات والجهات الأخرى. كما تُعنَى الوزارة بإنشاء وتنظيم المؤسسات الصحية ورفع مستوى الوعي الصحي للمواطنين وتأمين الدواء الآمن والفعال.

## الهيكل التنظيمي
يتألف الهيكل التنظيمي للوزارة من:
1. مديرية مكتب الوزير
2. مديرية الرقابة الداخلية
3. مديرية التخطيط والتعاون الدولي
4. مديرية مراكز الخدمة
5. مديرية التنمية الإدارية
6. مديرية الموارد البشرية
7. مديرية الشؤون القانونية
8. محاسبة الإدارة
9. مديرية تقانة المعلومات
10. مديرية الرعاية الصحية الأولية
11. مديرية الأمراض السارية والمزمنة
12. مديرية التجهيزات والمستلزمات الطبية
13. مديرية العقود
14. مديرية الجاهزية
15. مديرية المشافي
16. مديرية الإسعاف والطوارئ
17. مديرية الشؤون الصيدلانية
18. مديرية الرقابة الدوائية
19. مديرية مخابر الرقابة والبحوث الدوائية
20. مديرية مخابر الصحة العامة
21. مديرية المهن الصحية
22. مديرية الإمداد
23. مديرية الهندسة الطبية والصيانة
24. مديرية الأبنية
25. مديرية الدراسات الإستراتجية الصحية
26. مديرية السجلات والتراخيص الطبية
27. مديرية الصحة النفسية
28. مركز إعادة التأهيل والأطراف الاصطناعية
29. مديرية النقل والآليات

## وزراء الصحة
توالى على إدارة وزارة الصحة وقبلها وزارة الصحة والإسعاف في سورية الوزراء التاليين:
| الاسم                                 | المنصب                                                      | مدة تولي المنصب      | مدة تولي المنصب      |
| ------------------------------------- | ----------------------------------------------------------- | -------------------- | -------------------- |
| سليم باشا الموصلي                     | مديراً للصحـة                                                | 30 أيلول 1918        | 4 آب 1919            |
| الأمير عادل أرسلان                    | وزيراً للصحة والشؤون الاجتماعية                              | 23 آب 1948           | 2 كانون الأول 1948   |
| السيد خليل مردم بك                    | وزيراً للمعارف والصحة والإسعاف العام                         | 26 حزيران 1949       | 14 آب 1949           |
| الدكتور جورج شلهوب                    | وزيراً للصحة                                                 | 24 كانون الأول 1949  | 27 كانون الأول 1949  |
| السيد فتح الله آسيون                  | وزيراً للصحة والإسعاف العام                                  | 27 كانون الأول 1949  | 4 حزيران 1950        |
| الدكتور فرحان الجندلي                 | وزيراً للمعارف والصحة والإسعاف العام                         | 4 حزيران 1950        | 8 أيلول 1950         |
| الدكتور جورج شلهوب                    | وزيراً للصحة والإسعاف العام                                  | 8 أيلول 1950         | 27 آذار 1951         |
| الدكتور سامي طيارة                    | وزيراً للصحة والإسعاف العام ووكالة الأشغال العامة والمواصلات | 27 آذار 1951         | 9 آب 1951            |
| السيد فتح الله آسيون                  | وزيراً للصحة والإسعاف العام                                  | 9 آب 1951            | 28 تشرين الثاني 1951 |
| السيد محمد الشواف                     | وزيراً للصحة والإسعاف العام                                  | 28 تشرين الثاني 1951 | 1 كانون الأول 1951   |
| الدكتور مرشد خاطر                     | وزيراً للصحة والإسعاف العام                                  | 9 حزيران 1952        | 11 تموز 1953         |
| الدكتور نظمي القباني                  | وزيراً للصحة والإسعاف العام                                  | 19 تموز 1953         | 1 آذار 1954          |
| السيد محمد سليمان الأحمد (بدوي الجبل) | وزيراً للصحة والإسعاف العام                                  | 1 آذار 1954          | 19 حزيران 1954       |
| السيد نبيه الغزي                      | وزيراً للأشغال العامة والمواصلات والصحة والإسعاف العام       | 19 حزيران 1954       | 29 تشرين الأول 1954  |
| السيد محمد سليمان الأحمد (بدوي الجبل) | وزيراً للصحة والإسعاف العام                                  | 29 تشرين الأول 1954  | 13 شباط 1955         |
| الدكتور وهيب الغانم                   | وزيراً للدولة ووزيراً للصحة والإسعاف العام بالوكالة           | 13 شباط 1955         | 13 أيلول 1955        |
| الدكتور بدري عبود                     | وزيرا للصحة والاسعاف العام                                  | 13 أيلول 1955        | 14 حزيران 1956       |
| السيد عبد الباقي نظام الدين           | وزيراً للصحة والإسعاف العام                                  | 14 حزيران 1956       | 31 كانون الأول 1956  |
| السيد أسعد هارون                      | وزيراً للصحة والإسعاف العام                                  | 31 كانون الأول 1956  | 6 آذار 1958          |
| الدكتور نور الدين طراف                | وزيراً للصحة بالإقليم المصري                                 | 6 آذار 1958          | 7 تشرين الأول 1958   |
| السيد بشير العظمة                     | وزيراً للصحة العمومية                                        | 7 تشرين الأول 1958   | 16 آب 1961           |
| الدكتور شوكت القنواتي                 | وزيراً للصحة في الإقليم السوري                               | 7 تشرين الأول 1958   | 20 أيلول 1960        |
| الدكتور نور الدين طراف                | وزيراً للصحة                                                 | 16 آب 1961           | 28 أيلول 1961        |
| الدكتور شوكت القنواتي                 | وزيراً للصحة                                                 | 16 آب 1961           | 28 أيلول 1961        |
| الدكتور فرحان الجندلي                 | وزيراً للصحة والإسعاف العام                                  | 29 أيلـول 1961       | 20 تشرين الثاني 1961 |
| الأستاذ عبد السلام الترمانيني         | وزيراً للداخلية والصحة والإسعاف العام                        | 20 تشرين الثاني 1961 | 22 كانون الأول1961   |
| السيد محمود العظم                     | وزيراً للدولة مكلفاً بوزارة الصحة والإسعاف العام              | 22 كانون الأول 1961  | 27 آذار 1962         |
| الدكتور إحسان الرفاعي                 | وزيراً للصحة والإسعاف العام                                  | 16 نيسان 1962        | 17 أيلـول 1962       |
| الدكتور نبيل الطويل                   | وزيراً للصحة و الاسعاف العام                                 | 17 أيلـول 1962       | 8 آذار 1963          |
| الدكتور إبراهيم ماخوس                 | وزيراً للصحة                                                 | 9 آذار 1963          | 11 أيـار 1963        |
| الدكتور عبد الرزاق الشققي             | وزيراً للصحة والإسعاف العام                                  | 13 أيـار 1963        | 4 آب 1963            |
| الدكتور إبراهيم ماخوس                 | وزيراً للصحة والإسعاف العام                                  | 4 آب 1963            | 14 أيـار 1964        |
| الدكتور مظهر العنبري                  | وزيراً للعدل ووزيراً للصحة والإسعاف العام بالوكالة            | 14 أيـار 1964        | 3 تشرين الأول 1964   |
| الدكتور مصطفى عزت نصار                | وزيراً للصحة والإسعاف العام                                  | 3 تشرين الأول 1964   | 23 أيـار 1965        |
| الدكتور صادق فرعون                    | وزيراً للصحة والإسعاف العام                                  | 23 أيلـول 1965       | 27 كانون الأول 1965  |
| السيد الدكتور حنين سياج               | وزيراً للصحة والإسعاف العام                                  | 1 كانون الثاني 1966  | 23 شباط 1966         |
| الدكتور عبد الرحمن الأكتع             | وزيراً للصحة والإسعاف العام                                  | 1 آذار 1966          | 16 تشرين الأول 1966  |
| الدكتور عبد الرحمن الأكتع             | وزيراً للصحة                                                 | 16 تشرين الأول 1966  | 28 أيلول 1967        |
| الدكتور زكريا خياطة                   | وزيراً للصحة                                                 | 28 أيلول 1967        | 29 أيار 1969         |
| الدكتور داود رداوي                    | وزيراً للصحة                                                 | 29 أيار 1969         | 3 نيسان 1971         |
| الدكتور محمود سعدة                    | وزيراً للصحة                                                 | 3 نيسان 1971         | 23 كانون أول 1972    |
| الدكتور مدني الخيمي                   | وزيراً للصحة                                                 | 23 كانون الأول 1972  | 14 كانون الثاني 1980 |
| الدكتور غصوب الرفاعي                  | وزيراً للصحة                                                 | 14 كانون الثاني 1980 | 1 تشرين الثاني 1987  |
| الدكتور محمد إياد الشطي               | وزيراً للصحة                                                 | 1 تشرين الثاني 1987  | 4 تشرين الأول 2004   |
| الدكتور محمد ماهر الحسامي             | وزيراً للصحة                                                 | 4 تشرين الأول 2004   | 14 نيسان 2011        |
| الدكتور وائل نادر الحلقي              | وزيراً للصحة                                                 | 14 نيسان 2011        | 9 آب 2012            |
| الدكتور سعد عبد السلام                | وزيراً للصحة                                                 | 9 آب 2012            | 10 آب 2014           |
| الدكتور نزار وهبه يازجي               | وزيراً للصحة                                                 | 10 آب 2014           | 29 آب 2020           |
| الدكتور حسن الغباش                    | وزيراً للصحة                                                 | 30 آب 2020           | في المنصب            |

## روابط خارجية
- الموقع الرسمي للوزارة
- الموقع الرسمي لرئاسة مجلس الوزارء.